# David Proval
David Aron Proval (New York, 20 maggio 1942) è un attore statunitense.

## Biografia
Nato in una famiglia ebraica (la madre, Clara Katz, era un'attrice), Proval deve la sua fama di attore principalmente a due ruoli di stampo mafioso, all'inizio e nella fase avanzata della carriera: il ruolo di Tony DeVienazo in Mean Streets - Domenica in chiesa, lunedì all'inferno (1973) di Martin Scorsese, accanto a Harvey Keitel e Robert De Niro, ma soprattutto il ruolo di Richie Aprile ne I Soprano, pluripremiata serie televisiva dell'emittente HBO, nella seconda stagione (in totale ha partecipato a 8 episodi).
Caratterista, basso di statura, con le spalle larghe e l'espressione poco rassicurante, Proval ha avuto piccoli ruoli di personaggi negativi sia al cinema (tra i quali vanno citati il carcerato Snooze in Le ali della libertà e Victor in Smokin' Aces) che in TV (un episodio di Kojak nel 1973 e uno di Miami Vice nel 1985; sei di Tutti amano Raymond). Solo negli anni duemila la sua carriera ha avuto un incremento di apparizioni, in diverse produzioni.

## Filmografia parziale

### Cinema
- Mean Streets - Domenica in chiesa, lunedì all'inferno (Mean Streets), regia di Martin Scorsese (1973)
- Wizards,  regia di Ralph Bakshi (1977) - voce di Necron 99/Peace
- Condannato a morte per mancanza di indizi (The Star Chamber), regia di Peter Hyams (1983)
- Scuola di mostri (The Monster Squad), regia di Fred Dekker (1987)
- Vice Versa - Due vite scambiate (Vice Versa), regia di Brian Gilbert (1988)
- UHF- I vidioti (The Vidiot from UHF), regia di Jay Levey (1989)
- Amore all'ultimo morso (Innocent Blood), regia di John Landis (1992)
- Triplo gioco (Romeo Is Bleeding), regia di Peter Medak (1993)
- Le ali della libertà (The Shawshank Redemption), regia di Frank Darabont (1994)
- Le cinque vite di Hector (Being Human) (1994)
- Four Rooms (1995)
- Mob Queen (1998)
- Attacco al potere (The Siege) (1998)
- Miss F.B.I. - Infiltrata speciale (Miss Congeniality 2: Armed & Fabulous) (2005)
- Smokin' Aces (2007)
- Balls of Fury - Palle in gioco (Balls of Fury), regia di Robert Ben Garant (2007)
- Stiletto, regia di Nick Vallelonga (2008)

### Televisione
- Kojak - serie TV (1973)
- Non c'è posto per nascondersi (Nowhere to Hide), regia di Jack Starrett – film TV (1977)
- Miami Vice - serie TV (1985)
- Jarod il camaleonte (The Pretender) - serie TV, episodio 1x12 (1997)
- West Wing - Tutti gli uomini del Presidente (The West Wing) - serie TV, episodio 1x14 (2000)
- I Soprano (The Sopranos) - serie TV (2000-2004) - Richie Aprile
- Tutti amano Raymond (Everybody Loves Raymond) - serie TV (2000-2001)
- Vinyl - serie TV (2016)

## Doppiatori italiani
Nelle versioni in italiano delle opere in cui ha recitato, David Proval è stato doppiato da:
- Paolo Marchese in Attacco al potere
- Pasquale Anselmo in James Dean - La storia vera
- Sergio Di Giulio in Jarod il camaleonte
- Teo Bellia in Amore all'ultimo morso
- Pietro Ubaldi in Smokin' Aces
- Alessandro Rossi in Vice Versa - Due vite scambiate
- Antonio Palumbo ne I Soprano
- Eugenio Marinelli in Four Rooms
- Roberto Draghetti in Balls of Fury - Palle in gioco
- Alessandro Budroni in Aquarius